# L'endimoniat a la sinagoga de Cafarnaüm
L'endimoniat a la sinagoga de Cafarnaüm és un dels miracles de Jesús narrat per Marc i Lluc als seus evangelis (Marc 1:21-28 i Lluc 4:31-37) que correspon a la primera etapa del seu ministeri.

## Narració
Jesús estava amb els deixebles a Cafarnaüm predicant i la gent se sorprenia en sentir-lo per l'autoritat amb què parlava. Un assistent a la sinagoga, posseït per un dimoni, va començar a cridar-lo, preguntant a Jesús si havia vingut a destruir-los i afirmant que era l'escollit. Crist va manar a l'esperit que sortís del cos de l'home i aquest va sacsejar-se violentament fins que va quedar guarit. Llavors va augmentar l'admiració de la gent.

## Anàlisi
Aquest miracle és un exorcisme i com molts d'altres se succeeix per la paraula de Jesús, que té el poder de manar sobre els esperits dolents o dimonis. En aquest passatge el miracle reforça la seva autoritat, que s'inicia, però, no amb gestos excepcionals sinó amb la predicació: la paraula de Crist, per tant, és poderosa quan explica la seva doctrina igual que quan duu a terme prodigis.
Els evangelis destaquen la diferència amb els mestres de la llei tradicionals, que ensenyen el missatge diví sense convenciments perquè no han estat triats per Déu. També fan èmfasi en la incomprensió de la gent davant del que estan sentint i veient, pròpia de l'etapa inicial de la vida pública de Jesús, però com malgrat això la seva fama va creixent.